# Bodies (chanson)
Pour les articles homonymes, voir Bodies.
Bodies (Let The Bodies Hit The Floor) est le premier single du groupe de metal Drowning Pool, issu de son album Sinner.

## Dans la culture
On peut l'entendre dans les films "xXx", "xXx 2" et "xXx: reactivated" (trilogiques), "The One", "Stop Loss", dans la série "Generation Kill" ainsi que dans la saison n° 5 de "Skins". Elle est également utilisée dans les bandes-annonces des films "The Punisher", "Jason X", "Daredevil", "Friday the 13th", dans le jeu "Arena Football", ainsi que dans le jeu "Guitar Hero Warriors of Rock". La WWE Inc. a également utilisé "Let The Bodies Hit The Floor" comme thème musical pour "SummerSlam 2001", "One Night Stand 2005 & 2006" et "December To Dismember 2006" ainsi que générique pour l'Extreme Championship Wrestling (ECW).
La chanson figure sur la liste des chansons jugées inappropriées par Clear Channel Communications à la suite des attentats du 11 septembre 2001.